# Mapania effusa
Mapania effusa är en halvgräsart som först beskrevs av Charles Baron Clarke, och fick sitt nu gällande namn av Tetsuo Michael Koyama. Mapania effusa ingår i släktet Mapania och familjen halvgräs. Inga underarter finns listade i Catalogue of Life.